# Metropolie Tallinn
Metropolie Tallinn je metropolie Estonské apoštolské pravoslavné církve.

## Historie
Vznikla 7. července 1923 na základě tomosu Konstantinopolského patriarchy Meletia, který přijal Estonskou pravoslavnou církev do své jurisdikce jako autonomní církev. Patriarchát reagoval na výzvu církve z 23. září 1922, kdy požadovala udělení autokefality. Biskup Aleksander (Paulus) získal titul metropolity tallinského a celého Estonska.
V září 1924 byla rozdělena na tallinskou eparchii a narvskou eparchii.
Dne 22. února 1994 byla metropolie obnovena.